# La Plagne
La Plagne é uma estância de esqui situada no Vale da Tarentaise na Saboia.
Em 1960 estudo é feito para criar uma estância de esqui numa região sem actividade durante o inverno, seguindo o que se passava em Les Arcs e Flaine, que tal como elas, é uma "estação integrada" na paisagem e logo se integra no meio-ambiente.
O domínio esquiável tem cerca de 225 km e é formado por 132 pista de esqui, e o todo está ligado por um funicular a Les Arcs na chamada zona esquiável do Paradiski.